# Ácido algínico
El ácido algínico (Número E: E400) es un polisacárido coloidal que se obtiene de forma natural de las paredes celulares de las algas pardas (en concreto de la Laminaria) donde llega a tener concentraciones entre 20% y 25% del peso seco del alga. Sus sales sódicas, cálcicas y potásicas se denominan alginatos y se emplean frecuentemente en la industria de la alimentación como espesantes y emulsionantes. En medios ligeramente básicos o por encima de su pKa, el grupo ácido carboxílico se desprotona dando lugar a un polímero tipo ionómero.
El ácido algínico es un copolímero lineal de ácido urónico, el cual está compuesto de los ácidos D-manurónico y L-gulurónico unidos con un enlace β(1,4)

## Presentación
El ácido algínico se presenta en forma de polvo, mostrando filamentos o bien granulado siempre de color que va de blanco amarillento a pardo, es amorfo, insoluble en agua pura y en los diferentes solventes orgánicos. No obstante, puede disolverse en agua alcalinizada con carbonato de sodio, hidróxido de sodio o fosfato trisódico. El ácido algínico no debe presentar sabor ni un olor anormal.

## Características
El ácido algínico puede llegar a absorber de diez a veinte veces su propio peso en agua. Al ser un ácido débil forma una amplia variedad de alginatos con propiedades y usos muy diversos. 

## Usos
Suele precipitar en una espuma de características gelatinosa.

En la elaboración de vino se emplea como un agente clarificante que, tras haber sido neutralizado antes de su uso con cloruro de potasio o con carbonato de potasio puede entrar en el licor de tiraje destinado a efectuar la segunda fermentación de los vinos espumosos (formación de espuma).

En el campo de la química los alginatos han demostrado también tener un efecto protector frente a metales radiactivos (estroncio) ya que forma con esta sustancia un compuesto que el organismo elimina con facilidad.

En medicina, su forma cálcica y sódica es utilizada, en presentación crema, para el tratamiento de úlceras cutáneas y en presentación apósito para quemaduras exudativas, por su altísima capacidad de absorción de líquidos y permitir la existencia de un ambiente bastante similar al que se produce con la presencia de costra en las heridas traumáticas; combinado con de cationes de plata, se le añade capacidades bactericidas a los compuestos ya mencionados.